# Каманин, Аркадий Николаевич
Аркадий Николаевич Каманин (2 ноября 1928 — 13 апреля 1947) — советский военный лётчик, самый молодой пилот Великой Отечественной войны, самостоятельно летать начал в четырнадцать лет. Сын известного лётчика и военачальника Н. П. Каманина.

## Биография
Родился на Дальнем Востоке. Короткое время жил в известном Доме на набережной, в котором его семья получила квартиру через некоторое время после переезда в Москву. В летние каникулы Аркадий работал на аэродроме, затем несколько месяцев 1941 года — механиком на авиационном заводе в Москве.
Увлекался музыкой, играл на баяне, аккордеоне.
В 1941—1942 годах жил в Ташкенте, куда перед самой войной перевели служить отца.
В апреле 1943 года прибыл в штурмовой авиационный корпус, которым командовал его отец, на Калининский фронт. Сначала Аркадий работал механиком по спецоборудованию в эскадрилье связи штаба 5-го штурмового авиакорпуса. Затем на двухместном самолёте связи У-2 начал летать в роли бортмеханика и штурмана-наблюдателя. Самолёт У-2 создавался как учебный и имел двойное управление в обеих кабинах. По просьбам Аркадия, после взлёта лётчики разрешали ему пилотировать. Таким образом он получал лётную практику. В июле 1943 года был выпущен в первый «официальный» самостоятельный полёт на самолёте У-2. После чего четырнадцатилетний Аркадий назначается на должность летчика 423-й Отдельной авиаэскадрильи связи.
Воевал на нескольких фронтах: Калининский фронт — с марта 1943 года; 1-й Украинский фронт — с июня 1943 года; 2-й Украинский фронт — с сентября 1944 года.

«Ст. сержант Каманин А. Н. исполненный горячим желанием служить своей Родине в Апреле м-ц 1943 г. добровольно вступает в ряды Красной Армии. Несмотря на свой почти детский возраст /нет 16-ти лет/, Аркадий Каманин в короткий срок теоретически и практически овладевает сложной авиационной техникой. Уже в июле месяце 1943 г. Каманин был выпущен в первый самостоятельный полёт.

За весь период своей службы в АЭ А. Каманин произвёл более 400 вылетов на задание по маршруту, причём часть из них производилась в сложных метеоусловиях и в непосредственной близости от линии фронта. Будучи лично дисциплинированным и преданным нашей Родине, А. Каманин достоин награждения правительственной наградой орденом „Красное знамя“.»

Выполнял задания: из штаба авиакорпуса летал в штабы дивизий, на командные пункты авиаполков, выполнял самые различные задания, в основном, по связи. В 1943 году вступил в комсомол. Мотористом на самолёте Аркадия служил его ровесник — ещё один воспитанник эскадрильи связи Владимир Мухин (1927 года рождения), потерявший во время войны родителей.
В 15 лет Аркадий был удостоен своей первой боевой награды — ордена Красной Звезды. Позднее был награждён вторым орденом Красной Звезды, а затем и орденом Красного Знамени.

К концу апреля 1945 года он «совершил более 650 вылетов на связь с частями корпуса и с ВПУ и налетал 283 часа».
Участвовал в Параде Победы на Красной площади 24 июня 1945 года в составе сводного полка 2-го Украинского фронта. Шёл в последней шеренге сводного батальона лётчиков, командовал которым его отец генерал-лейтенант Н. П. Каманин. Был самым молодым участником Парада Победы.
После Победы, напряжённо занимаясь, быстро преодолел отставание в школьной программе. В октябре 1946 года старшина А. Н. Каманин был зачислен слушателем подготовительного курса Военно-воздушной академии имени профессора Н. Е. Жуковского. 
Умер в 18 лет от менингита. Похоронен в Москве на Новодевичьем кладбище.

## Награды
- Орден Красного Знамени
- Два ордена Красной Звезды
- Медаль «За взятие Будапешта»
- Медаль «За взятие Вены»
- Медаль «За победу над Германией в Великой Отечественной войне 1941—1945 гг.»

| Вид наград              |                      |                      |                        |
| ----------------------- | -------------------- | -------------------- | ---------------------- |
| Представлялся к награде |                      |                      |                        |
| Фактически награждён    | Орден Красной Звезды | Орден Красной Звезды | Орден Красного Знамени |

## В кинематографе
- Художественный фильм «И ты увидишь небо», Свердловская киностудия, 1978.
- Документальный фильм «Героизм по наследству. Аркадий и Николай Каманины», режиссёр Л. Касаткина, 38 минут. Россия, 2018.

## В изобразительном искусстве
Два бюста Аркадия Каманина были выполнены по фото скульптором Г. Н. Постниковым в 1966 году.